# Bernhard Weis
Bernhard Weis (* 10. März 1976) ist ein ehemaliger deutscher Fußballspieler, der dreimal in der 2. Bundesliga und 120 Mal in der Regionalliga Süd zum Einsatz kam. 

## Karriere
Weis gehörte in der Saison 1994/95 dem Liechtensteiner Hauptstadtverein FC Vaduz an. In der Folgesaison wurde er vom FC Augsburg verpflichtet, für den er in zwei Spielzeiten 45 Punktspiele in der drittklassigen Regionalliga Süd bestritt und 15 Tore erzielte. 
Zur Saison 1997/98 wurde er vom FC Bayern München verpflichtet, für dessen zweite Mannschaft er bis zum Saisonende 1998/99 in 35 Punktspielen der Regionalliga Süd eingesetzt wurde und fünf Tore erzielte.
Anschließend kam der in der Saison 1999/2000 für den Zweitligaaufsteiger SV Waldhof Mannheim in drei Punktspielen zum Einsatz, wobei er am 10. September 1999 (4. Spieltag) beim 1:1-Unentschieden im Heimspiel gegen den Karlsruher SC debütierte.
Die letzten beiden Spielzeiten bestritt er für Eintracht Trier in der Regionalliga Süd; in 40 Punktspielen erzielte er sechs Tore. Des Weiteren kam er für die Mannschaft am 25. August 2001 bei der 2:4-Niederlage nach Verlängerung gegen Alemannia Aachen in der 1. Hauptrunde des DFB-Pokal-Wettbewerbs zum 58-minütigen Einsatz.
Weis begann seine Trainerkarriere als Co-Trainer bei Eintracht Trier und betreute später die U19-Junioren sowie Triers zweite Mannschaft. 2012 wechselte er zum SC Freiburg, wo er die U17- und U19-Junioren betreute. Mit der U19 erreichte er 2024 das Pokalfinale. In der Winterpause 2024 gab der Sport-Club bekannt, dass Weis die zweite Mannschaft von Benedetto Muzzicato  in der Regionalliga Südwest übernehmen werde.